# Leptocnemis elkiana
Leptocnemis elkiana är en skalbaggsart som beskrevs av Dombrow 2001. Leptocnemis elkiana ingår i släktet Leptocnemis och familjen Melolonthidae. Inga underarter finns listade i Catalogue of Life.